# Anna de Saxonia (1544-1577)
Anna de Saxonia (23 decembrie 1544 – 18 decembrie 1577) a fost moștenitoarea lui Maurice, Elector de Saxonia și a soției acestuia, Agnes de Hesse, care a fost fiica cea mare a lui Filip I, Landgraf de Hesee. Singurul fiu al lui Maurice, Albert, a murit în copilărie. Anna a fost a doua soție a lui Wilhelm de Orania.
Anna s-a născut și a murit la Dresda. Averea ei a atras mulți pețitori; înainte de propunerea Casei de Orania în 1560 au existat negocieri cu casa regală suedeză. Ea a acceptat propunerea lui Wilhelm de Orania și s-au căsătorit la 25 august 1561.

## Primii ani
După decesul fratelui ei mai mic Albert (n. 28 noiembrie 1545 - d. 12 aprilie 1546) Anna a rămas singurul copil al părinților ei și a fost în special iubită și răsfățată de mama ei. Umărul Annei era deformat și ea a mers cu un șchiopătat.
La 11 iulie 1553, tatăl ei a murit lăsându-l pe fratele lui mai mic, August (1526–1586), la conducerea electoratului. După doi ani mama Annei s-a recăsătorit cu Ducele Johann Friedrich al Saxoniei de Mijloc (1529–1595). La 4 noiembrie 1555, la șase luni după cea de-a doua căsătorie, mama ei a murit. Orfană la vârsta de 11 ani, Anna s-a mutat la cea mai apropiată rudă de la curtea Dresdei, unchiul ei August și soția acestuia, Anne a Danemarcei și Norvegiei, unde a fost adesea nefericită și singură. A fost descrisă ca fiind mândră, sfidătoare și încăpățânată, dar și inteligentă și pasionată.
În acele timpuri ea a fost cea mai bogată moștenitoarea din Germania. În 1556 Erik, fiul regelui suedez Gustav Vasa, i-a cerut mâna în căsătorie, urmat doi ani mai târziu de Wilhelm de Orania. El avea nevoie de fonduri pentru războiul său împotriva habsburgilor în Țările de Jos, așa că o căsătorie cu o moștenitoare bogată avea mare valoare pentru el.

Banii au fost unul dintre principalele motive pentru căsătorie. Bunicul matern al Annei, Filip de Hesse, s-a opus acestei căsătorii. Atitudinea negativă a lui Filip a întârziat căsătoria pentru un an întreg. În cele din urmă, factorul decisiv a fost că Wilhelm a devenit un aliat valoros pentru cauza protestantă.

## Căsătoria cu Wilhelm I de Orania-Nassau
La 2 iunie 1561, la Torgau, s-a semnat contractul de căsătorie. Zestrea Annei a fost marea sumă de 100.000 de taleri. Nunta a avut loc la 24 august 1561 la Leipzig. La 1 septembrie 1561 Wilhelm de Orania, împreună cu tânăra sa soție, s-a mutat în Țările de Jos.
Cuplul a avut cinci copii, dintre care trei au atins vârsta adultă:
1. Anna (n./d. 31 octombrie 1562, Bruxelles).
2. Anna (5 noiembrie 1563, Breda – 13 iunie 1588, Franeker); s-a căsătorit la 25 noiembrie 1587 cu contele Wilhelm Louis de Nassau-Dillenburg.
3. Maurice August Philip (8 decembrie 1564, Bruxelles - 3 martie 1566, Bruxelles).
4. Maurice, Prinț de Orania (13 noiembrie 1567, Dillenburg – 23 aprilie 1625, Haga); mai târziu Prinț de Orabia și Guvernator al Țărilor de Jos.
5. Emilia (10 aprilie 1569, Köln – 6 martie 1629, Geneva); s-a căsătorit la 7 noiembrie 1597 cu Prințul Emanuel al Portugaliei.

La doar câteva luni de la nuntă, în 1562 au apărut dificultăți între ea și soțul ei. Anna a primit scrisori de la unchiul ei în care îi preciza că Wilhelm ar trebui să lucreze mai mult spre a-i face ei plăcere. Ambii au încercat să pună capăt zvonurilor că ei ar avea un mariaj nefericit. Prin 1565, era bine cunoscut tuturor curților din Germania și Țările de Jos că această căsătorie era una nefericită. În cele din urmă, în 1566 Wilhelm s-a plâns cu privire la natura "contencios" de soția sa la unchiul ei Saxon august și unchiul ei Hessa Landgrave Wilhelm IV de Hesse-Kassel (1532-1592).
Unchiul ei August a încercat să salveze față de solicitarea de despăgubiri că litigiile apărute din cauza fratelui său Louis antagonizarea William. În 1566 Wilhelm în cele din urmă s-au plâns cu privire la natura "discutabilă" a soției sale unchiului ei saxon August și unchiul ei hessan Landgraful Wilhelm al IV-lea de Hesse-Kassel (1532-1592).
După moartea primului ei fiu Mauritius (Maurice August Philip) în 1566, Anna a căzut într-o depresie severă și a avut gânduri de sinucidere pentru prima dată. A încercat să-și înece durerea cu consumul excesiv de alcool.
În 1567 Wilhelm a trebuit să fugă din cauza opoziției sale la Țările de Jos Habsburgice și a plecat împreună cu soția sa la Dillenburg, sediul german al familiei. La 14 noiembrie 1567 ea a născut un fiu și i-a pus din nou numele de Maurice. La botezul din 11-19 ianuarie 1568 a sosit un mesaj pentru Wilhelm afirmând că la 20 decembrie 1567 toate teritoriile și posesiunile sale olandeze au fost confiscate.
Când Wilhelm s-a întors  în Brabant la 15 august 1568 pentru a continua războiul împotriva spaniolilor, Anna a decis, la 20 octombrie 1568, deși era însărcinată din nou, să plece din Dillenburg cu curtea ei (probabil 43 de persoane), pentru a-și face o casă nouă la Köln. Cei doi copii, Ana și Maurice, au fost luați de soacra ei din cauza riscului de boli. În anul următor, după o luptă aprigă cu mama lui Wilhelm, ea a fost în măsură să-și aducă copiii înapoi. Fiica ei Emilia s-a născut la 10 aprilie 1569 la Köln.
La 4 martie 1569 Anna l-a întâlnit pe soțul ei la Mannheim. Campania lui Wilhelm împotriva ducelui de Alva a eșuat, iar regele Filip al II-lea al Spaniei l-a forțat să plece. Wilhelm a părăsit Germania și a plecat în Franța să sprijine hughenoții în luptele lor de credință. Deoarece Wilhelm nu a mai putut asigura situația familiei, Anna a căutat alte mijloace de sprijin. Ea a luat în considerare să-l convingă pe Ducele de Alba să-i returneze bunurile confiscate sau să-i ceară lui Wilhelm, așa cum era specificat în contract, 12.000 de guldeni sau castelele Diez sau Hadamar. cest lucru ar fi însemnat o povară financiară suportată de Nassau. Anna a devenit un risc substanțial pentru familie. 

## Aventura amoroasă
Anna s-a întâlnit cu soțul ei în mai 1570 la Butzbach pentru a discuta chestiuni financiare, precum și alte subiecte importante. În iunie 1570, Anna și Wilhelm s-au mutat din nou împreună la Siegen timp de câteva săptămâni, unde ea s-a stabilit împreună cu cei trei copii. Acolo ea a început o relație cu Johannes (Jan) Rubens, care va deveni mai târziu tatăl pictorului Peter Paul Rubens.
În timpul sărbătorilor de Crăciun din 24 până în 26 decembrie 1570, Wilhelm și-a vizitat din nou familia. A fost probabil un timp armonios, pentru că el a convins-o pe Anna să-l viziteze în ianuarie 1571, la Dillenburg, unde chiar a fost dispusă să renunțe, pentru moment, la plăți din partea care i se cuvenea. Era însărcinată din nou, de data aceasta cu iubitul ei. Wilhelm a acuzat-o de adulter pe Anna și a făcut planuri să se despartă de ea.
Rubens era adesea cu Anna pentru că era consilier ei, consultantul financiar și avocat, și, astfel, a fost suspectat de adulter cu Anna între 7 și 10 martie 1571. A fost arestat, torturat și șantajat să mărturisească. Anna a fost pusă sub presiune: fie trebuia să mărturisească fie Rubens urma să fie executat. Anna a acceptat la 26 martie 1571 să pledeze vinovat. La 22 august 1571 s-a născut ultimul ei copil, Christine.Pe baza afirmației ei, Wilhelm de Orania nu a recunoscut copilul ca fiică a sa. Christine a primit numele de van Dietz. La 14 decembrie 1571 Anna a trebuit să semneze acordul pentru separarea finală de soțul ei. În plus, Wilhelm de Orania nu a fost dispus să plătească pentru întreținerea ei.

## Arestarea și decesul
În septembrie 1572 Anna a decis să conteste hotărârea Curții Imperiale pentru drepturile sale financiare. În acest moment rudele ei sanone și hesiene au făcut deja planuri de a transforma castelul Beilstein într-o închisoare, unde s-o țină captivă ca adulteră. La 1 octombrie 1572, ea a fost adusă acolo împreună cu fiica ei cea mică Christine. Trei ani mai târziu, i-a fost luată fiica.
În luna martie a acelui an, deși divorțul nu a fost finalizat, au apărut primele știri privind iminenta recăsătorie a lui Wilhelm de Orania. Soția lui urma să fie fosta stareță de Jouarre, Charlotte de Bourbon-Montpensier, o fiică a lui Ludovic al II-lea de Bourbon, Duce de Montpensier, și a primei lui soții, Jacqueline de Longwy. Revoltați la această știre, unele dintre rudele Annei au cerut returnarea zestrei în ciuda posibilei infidelități a Annei. Unchiul August a insistat că mariajul prințului nu era încheiat în mod legal încă, și, astfel, el nu avea dreptul să se recăsătorească sau să-i confiște  proprietatea Annei. August a ordonat, de asemenea, transferul imediat al nepoatei lui de la Nassau la Saxonia.
Când Anna a auzit în decembrie 1575 de viitorul ei transfer în Saxonia, a încercat să se sinucidă. După o lungă ședere la Zeitz, a fost dusă la Dresda în decembrie 1576. Acolo, ferestrele camerei ei au fost astupate și prevăzute cu mânere suplimentare de fier. La ușa era o gaură pătrată în panoul superior prevăzută cu o grilă îngustă care se închidea pe dinafară. Prin această gaură primea mâncarea și băutura. La ușă era, de asemenea, o altă poartă de fier, garantând practic nici o șansă de scăpare.
Din mai 1577 Anna a suferit de hemoragie continuă. Ea a murit la 18 decembrie 1577 cu puțin timp înainte să împlinească 33 de ani. A fost înmormântată la catedrala din Meissen aproape de strămoșii ei într-un mormânt fără nume.